# 程久保駅
程久保駅（ほどくぼえき）は、東京都日野市程久保八丁目にある多摩都市モノレール線の駅である。駅番号はTT06。
高幡不動駅 - 多摩動物公園駅間は京王動物園線と多摩都市モノレール線の併走区間であるが、京王動物園線には当駅は設置されていない。

## 歴史
- 2000年（平成12年）1月10日：立川北 - 多摩センター延伸と同時に当駅が開業[1]。

## 駅構造
相対式ホーム2面2線を有する高架駅。無人駅となっている。

### のりば
| 番線 | 路線                 | 行先             |
| ---- | -------------------- | ---------------- |
| 1    | 多摩都市モノレール線 | 上北台方面       |
| 2    | 多摩都市モノレール線 | 多摩センター方面 |

## 利用状況
2022年度の1日平均乗車人員は848人である。
近年の1日平均乗車人員推移は下記の通り。
| 年度               | 1日平均 乗車人員 | 1日平均 乗降人員 | 出典       |
| ------------------ | ---------------- | ---------------- | ---------- |
| 1999年（平成11年） | 637              | 1,219            | [ モノ 2 ] |
| 2000年（平成12年） | 691              | 1,304            | [ モノ 2 ] |
| 2001年（平成13年） | 816              | 1,544            | [ モノ 2 ] |
| 2002年（平成14年） | 815              | 1,533            | [ モノ 2 ] |
| 2003年（平成15年） | 814              | 1,531            | [ モノ 2 ] |
| 2004年（平成16年） | 820              | 1,524            | [ モノ 2 ] |
| 2005年（平成17年） | 798              | 1,499            | [ モノ 2 ] |
| 2006年（平成18年） | 844              | 1,581            | [ モノ 2 ] |
| 2007年（平成19年） | 899              | 1,688            | [ モノ 2 ] |
| 2008年（平成20年） | 916              | 1,712            | [ モノ 2 ] |
| 2009年（平成21年） | 880              | 1,655            | [ モノ 2 ] |
| 2010年（平成22年） | 857              | 1,614            | [ モノ 2 ] |
| 2011年（平成23年） | 802              | 1,510            | [ モノ 2 ] |
| 2012年（平成24年） | 796              | 1,495            | [ モノ 2 ] |
| 2013年（平成25年） | 820              | 1,532            | [ モノ 2 ] |
| 2014年（平成26年） | 809              | 1,519            | [ モノ 2 ] |
| 2015年（平成27年） | 825              | 1,554            | [ モノ 2 ] |
| 2016年（平成28年） | 828              | 1,558            | [ モノ 2 ] |
| 2017年（平成29年） | 846              | 1,604            | [ モノ 2 ] |
| 2018年（平成30年） | 875              | 1,655            | [ モノ 2 ] |
| 2019年（令和元年） | 858              | 1,628            | [ モノ 3 ] |
| 2020年（令和02年） | 716              | 1,366            | [ モノ 4 ] |
| 2021年（令和03年） | 791              | 1,497            | [ モノ 1 ] |
| 2022年（令和04年） | 848              | 1,608            | [ モノ 1 ] |

## 駅周辺
基本的に住宅街が広がっている。
- 程久保川
- 日野市立夢が丘小学校
- 日野市郷土資料館
- 日野高幡台郵便局
- 日野市立日野第三中学校

## バス路線
京王電鉄バスの「下程久保」停留所が最寄りである。どちらも土曜の早朝に1便が運行されるのみである。
北方向
- 高11：高幡不動駅

南方向
- 高11：多摩動物公園駅

## その他
- 駅名の由来は日野の地名からで、計画段階の仮称から一貫して『程久保』であった。
- アニメ『もしドラ』の舞台として当駅を中心とする程久保地区が登場しており、当駅行きのバスが走行する描写がある（ただし劇中のバスは「程久保駅行」であり、これは実在の停留所ではない）。

## 隣の駅
多摩都市モノレール
 多摩都市モノレール線
高幡不動駅 (TT07) - 程久保駅 (TT06) - 多摩動物公園駅 (TT05)